# عساف القرني
عساف القرني مواليد 2 أبريل 1984، هو لاعب كرة قدم سعودي يلعب حالياً كحارس مرمى.
كانت بداياته مع نادي الوحدة ولعب معهم حتى عام 2015 وبعدها وقع مع الاتحاد

## روابط خارجية
- عساف القرني على موقع قاعدة بيانات كرة القدم.إي يو (الإنجليزية)
- عساف القرني على موقع ناشيونال فوتبول تيمز (الإنجليزية)
- عساف القرني على موقع Soccerway.com (الإنجليزية)
- عساف القرني على موقع كووورة